# Стефан Щерев – Чечо
 Тази статия е за актьора с псевдоним „Чечо“, роден през 1973 г.  За актьора и продуцент, роден през 1974 г., вижте Стефан А. Щерев.  
Стефан Щерев – Чечо е български актьор.

## Биография
Роден е на 17 юни 1973 г. в гр. Губкин, СССР, където работят родителите му. Завършва Музикалното училище в Бургас, а след това Академията за изкуствата в Нови Сад, и НАТФИЗ в София. Играе в Народния театър „Иван Вазов“, театър „Сълза и смях“, Малък градски театър „Зад канала“, Театър „София“, Сатиричния театър, Театър 199, Театър „Алтернатива“ и театрите в Хасково, Сливен и Монтана. Участва е в десетки игрални и късометражни филми. От 2007 г. до смъртта си редовно играе в „Шоуто на Канала“ по БНТ.
Почива на 20 октомври 2017 г. в София от усложнения, свързани с черния дроб.

## Театрални роли
Стефан Щерев има множество роли в театъра, по-значимите от тях са:
- Сержант – „Амеде“ от Йожен Йонеско
- Хулио – „Третата дума“ от Алехандро Касона
- Зани – „И трите вътре“ от Ярослав Востри
- Г-н Пюрган – „Мнимият болен“ от Молиер
- Гремио – „Укротяване на опърничавата“ от Уилям Шекспир
- Хадър – „Шемет“ от Жан-Жак Брикер и Морис Ласег
- Джордж – „Хленч“ от Стивън Бъркоф
- Рой Уайлд – „Тайният живот на мисис Уайлд“ от Пол Зиндел
- Йовчо Големанов – „Големанов“ от Ст. Л. Костов

## Филмография
- „Трансгресия“ (2017)
- „Под прикритие“ (2012) – Мазния
- Операция Шменти Капели (2011) – Гипса
- „Клиника на третия етаж“ (2010) – проверяващ (в серия: XXV)/инспектор (в серия: XXXII)	(като Стефан Щерев)
- „Магна Аура — изгубеният град“ (2008) – Скарпа
- „Патриархат“ (7-сер. тв, 2005)
- „Ганьо Балкански се завърна от Европа“ (4-сер. тв, 2004) – Харсъзчето (в 3 серии: I, II и IV)
- „Камера! Завеса!“ (2002 – 2003) – Гибона в 2 серии (I и II)
- „Емигранти“ (2002)

## Дублаж
- „Динозавър“ – Крон